# 电子游戏制作
游戏制作，也称为游戏开发，是指一个电子游戏的制作过程。由于游戏的类型和大小不同，一般游戏制作需要的人员和时间也不同。对于大型的游戏，一般需要几十个人的团队制作几年的时间；而小游戏则可能只需一个人制作几天。一般的大型電子游戏制作都会由游戏开发公司来完成。小型的游戏则有可能由业余团队或者个人完成，如RPG制作大师此类软件就可以让不懂技术的人做出电脑游戏。

## 遊戲製作平台
- The Games Factory
- Adobe Flash
- RPG製作大師
- Game Maker
- Construct
- Pygame

## 團隊組成
一般游戏制作团队会有下面几种职位：
- 制作人
- 策划
- 程式
- 美术